# اردوگاه‌های پناهندگان سوری

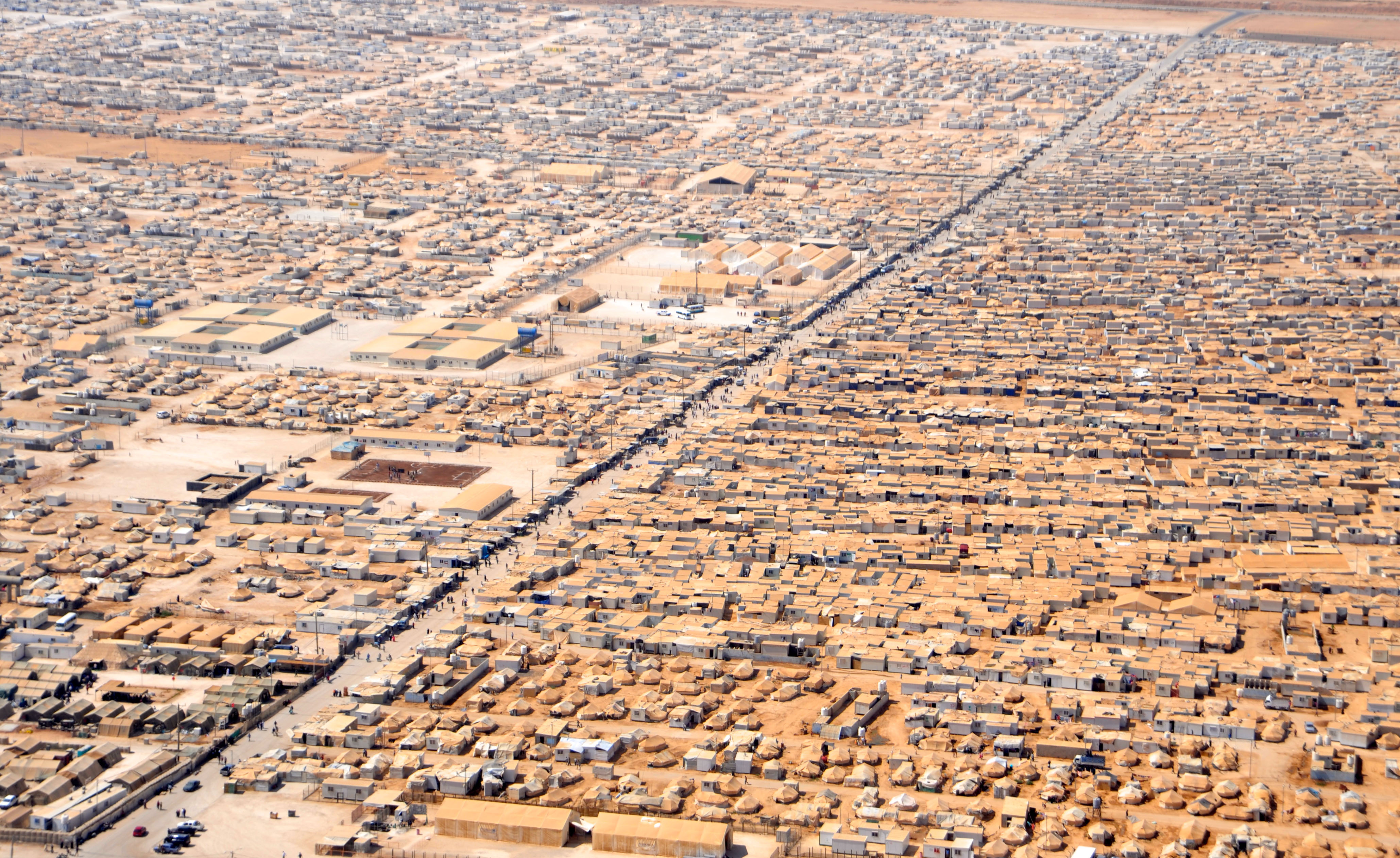
نمای هوایی نزدیک از محل استقرار پناهندگان سوری در اردوگاه زعتری در اردن تاریخ ۱۸ ژوئیه ۲۰۱۳.

اردوگاه‌های پناهندگان سوری (انگلیسی: Syrian refugee camps) و پناهگاه‌های پناهندگان سوریه، محل موقت ساخته شده برای افراد آواره ای است که داخل سوریه جابجا شده و پناهندگان جنگ داخلی سوریه می‌باشد.

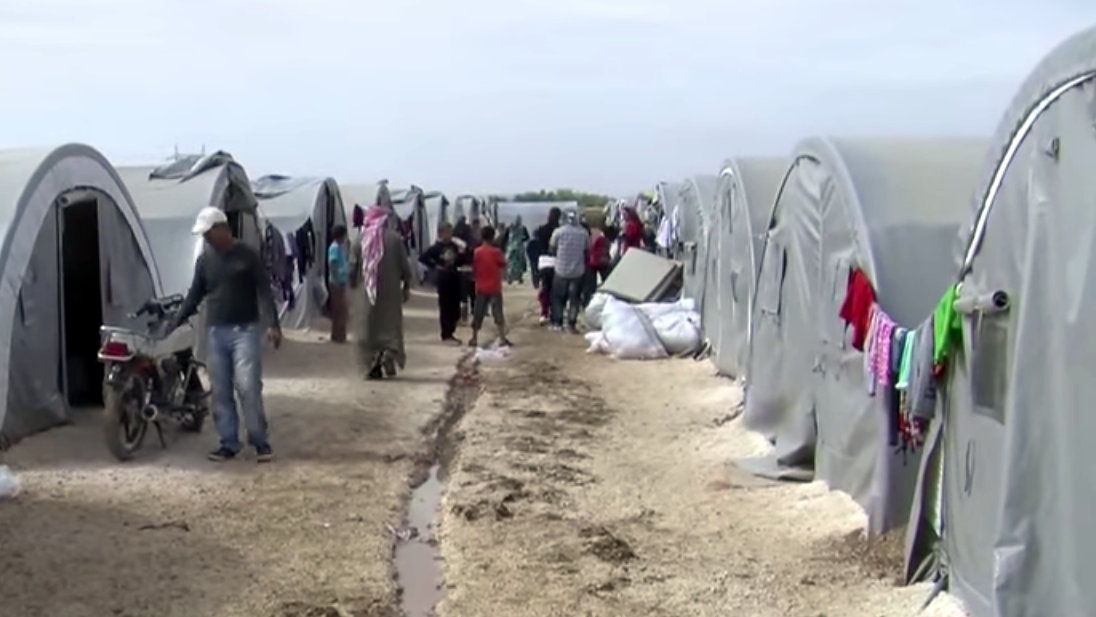
پناهندگان کرد کوبانی، سوریه در اردوگاه پناهندگان در مرز سوروچ، ترکیه.

## وضعیت پناهندگان
از بین ۷ میلیون آوارگان سوریه، تنها اقلیت کوچکی در اردوگاه‌ها یا پناهگاه‌های جمعی زندگی می‌کنند. بر همین منوال، از ۶ میلیون پناهنده، فقط حدود ۱۰ درصد در اردوگاه پناهندگان به سر می‌برند، اکثریت قریب به اتفاق پناهندگان در مناطق شهری و روستایی کشورهای همسایه ساکن هستند. علاوه بر پناهندگان سوریه، عراقی‌ها، پناهندگان فلسطینی، کردها، نسل‌کشی یزیدیان و اقلیتهای دیگر یمنی که از جنگ داخلی یمن (۲۰۱۵ تا کنون)، جنگ داخلی سودان و همچنین سومالی فرار کرده‌اند وجود دارند.

## کمک‌های تحصیلی
از میان ۵ میلیون پناهنده ثبت شده تا پایان ۲۰۱۶ در ترکیه، لبنان، اردن، عراق و مصر ۱٬۶ میلیون کودک پناهنده دبستانی بین (۵ تا ۱۷ سال) وجود داشت همچنین از میان ۵ میلیون پناهنده ۱٫۱ میلیون نفر کمکهای تحصیلی دریافت کردند که ۹۰۰٫۰۰۰هزار به تحصیلات رسمی دسترسی داشتند، ۱۵۰هزار آموزش غیررسمی دیدند و ازجمله بیش از ۶٬۶۰۰ کودک پناهنده فلسطینی از سوریه تحت آموزش قرار گرفتند.

## مشکلات کشورهای میزبان
در طول جنگ داخلی سوریه کمک‌های بشردوستانه بر نیازهای اساسی، مراقبت‌های بهداشتی، آموزش و پرورش و مشاغل استوار بوده‌است. بیشترین بار پناهندگان که خارج از اردوگاه زندگی می‌کنند روی دوش کشورهای میزبان افتاده‌است که بار فشار اقتصادی، اختلال صادرات و ازدیاد جمعیت روی زیرساخت‌های دولتی و خصوصی (مانند مسکن) اثر زیادی گذاشته‌است.

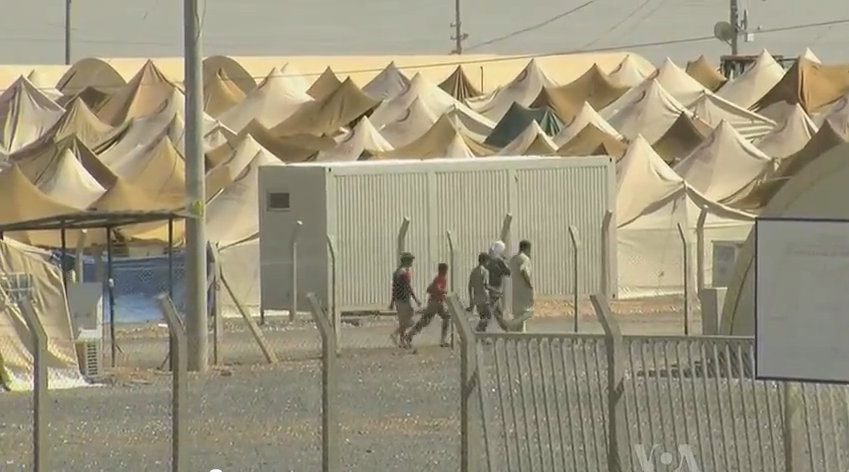
مرکز پناهندگان سوری در مرز ترکیه (۳ اوت ۲۰۱۲).

## پناهگاه در سوریه
کمک به افراد آواره شده در داخل سوریه، عمدتاً توسط گروه پناهگاه جهانی (که تحت رهبری کمیساریای عالی سازمان ملل متحد برای پناهندگان و در هماهنگی با صندوق بین‌المللی پول و وزارت امور محلی سوریه است) صورت می‌گیرد. این مرکز چون در اطراف اردوگاه‌ها مستقر نیست. کمکهای امدادی خود را به دلیل امنیتی، بی‌ثباتی و نبودن دسترسی به محل به شکل اضطراری توزیع می‌کند. گروه پناهگاه جهانی تأکید کرده که پیچیدگی انجام پروسه‌های اداری و محدودیتهای سازمان‌های غیردولتی درسوریه را به عنوان یک چالش برای کمک رسانی می‌داند.
ساختمان‌های عمومی در ۲۰۱۶ به عنوان پناهگاه‌های کوتاه مدت و میان مدت برای بازسازی و اسکان مجدد ۲۴۰۰۰ پناهنده برآورد شدند. به عنوان مثال، از ۹۰٫۰۰۰ پناهنده شرق حلب، که توسط سازمان ملل متحد ثبت شده بودند، اکثریت قریب به اتفاق به جای اردوگاه در خانه‌ها زندگی می‌کردند، به طوریکه در ژانویه ۲۰۱۷ در پناهگاه جبرین(Jibreen)تنها ۴٫۲۵۰ نفر باقی مانده بودند. بسته کمکهای زمستانی شامل (مواد ساختمانی سبک و ابزار و لباس، پتو، و غیره) بین ۲۶۰۰۰ پناهنده تقسیم شد و ۴۰٬۰۰۰ نفر ساختمان‌هایشان را مرمت کردند. اخیراً برخی راه حل‌های با ثبات تری برای کمک رسانی، بازسازی کامل و بلند مدت خانه‌های آسیب دیده ارائه شده منجمله تعمیر زیرساخت‌های نور و کمک‌های قانونی.

## وضعیت پناهندگان فلسطینی در سوریه
آژانس امداد و اقدام سازمان ملل متحد برای آوارگان فلسطینی در خاور نزدیک UNRWA برآورد کرده‌است که ۴۵۰٬۰۰۰ پناهنده فلسطینی در سوریه باقی مانده‌اند، و قریب به ۲۸۰٬۰۰۰ آنها در داخل کشور آواره شده‌اند و ۴۳٬۰۰۰ هم در مکان‌هایی که به سختی قابل دسترسی هستند پناه گرفته‌اند. برخی از این پناهندگان چندین بار است که به‌دلیل منازعات مسلحانه جنگ داخلی سوریه آواره شده‌اند. تا سال ۲۰۱۱ علاوه بر این ۱۲۰٬۰۰۰ نفر در کشورهای همسایه آواره شده بودند، آژانس امداد و اقدام سازمان ملل خدماتی را در ۱۲ اردوگاه تحت مدیریت مقامات سوریه، از جمله حمص و یرموک ارائه می‌کند. بسیاری از پناهندگان به دلیل درگیری‌های مسلحانه به صورت اجباری آواره و صدمات فراوانی متحمل شدند. از ژانویه ۲۰۱۷، آژانس امداد و اقدام سازمان ملل ۹ پناهگاه را با حدود ۲۶۰۰ پناهنده فلسطینی اداره می‌کند. این کمکها شامل پول نقد، مواد غذایی و غیر غذایی می‌باشد. بیش از ۲سال است همچنان منازعاتی برای کنترل اردوگاه یرموک بین گروه هیئت تحریر شام و داعش تا آوریل ۲۰۱۷ ادامه داشته.

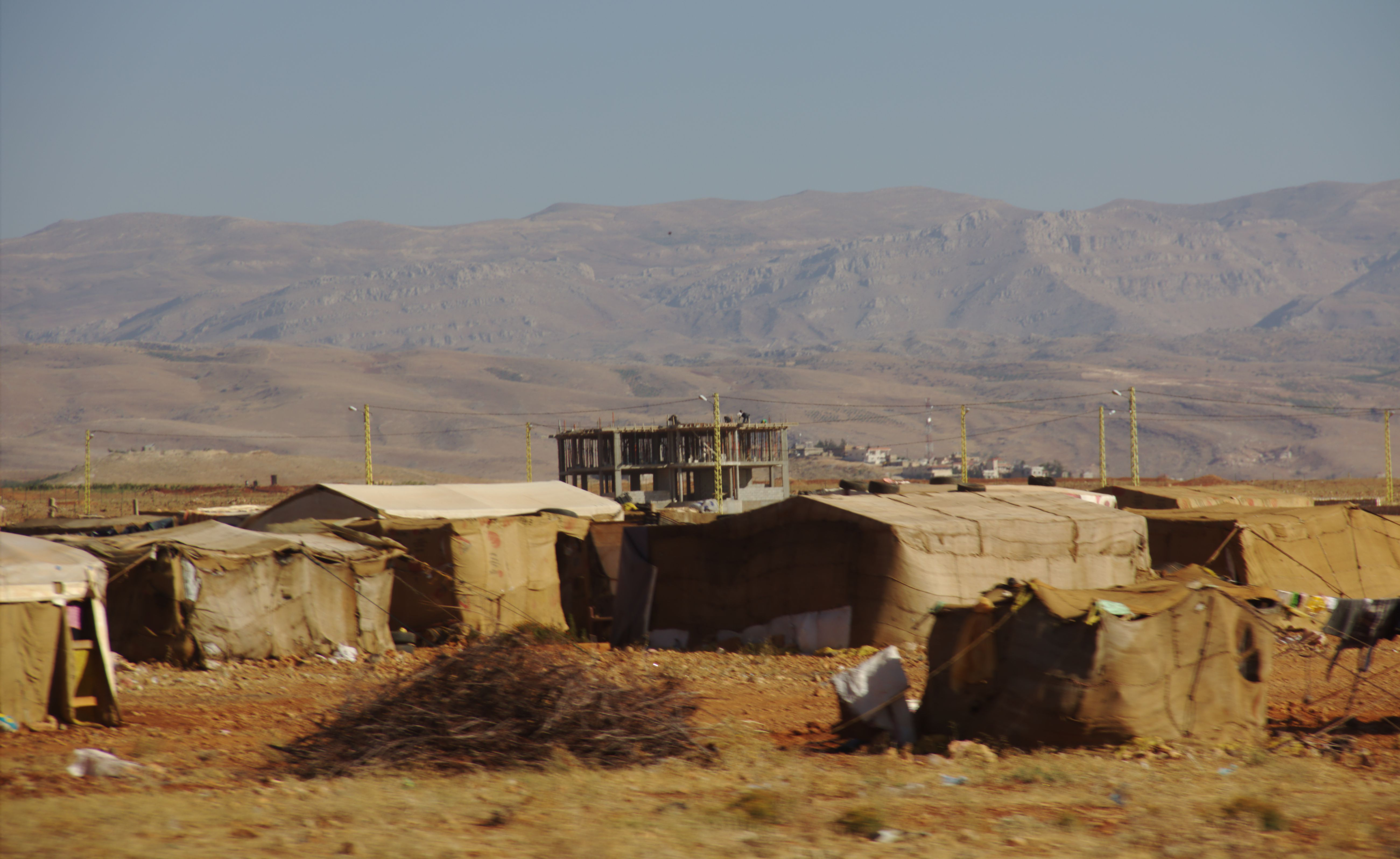
اردوگاه نزدیک مرز سوریه در لبنان

## کشورهای میزبان در سازمان برنامه پناهندگان منطقه‌ای و دوام و بقا
سازمان برنامه پناهندگان منطقه‌ای و دوام و بقا آن، طرح کلی است برای ارتقاء برنامه‌ریزی کمیساریای عالی سازمان ملل متحد برای پناهندگان، برنامه عمران ملل متحد و سازمان مردم‌نهاد که در همکاری با دولتهای مصر و کشورهای همسایه سوریه کار می‌کنند که شامل ترکیه (مرکز (سازمان مدیریت فجایع و سوانح اورژانس) اردوگاه موقت)، اردن، لبنان و عراق است. دولت اسرائیل از ارائه هر گونه امکانی به پناهندگان خودداری کرده‌است.